# Don't Look Back (canción de Boston)
«Don't Look Back» es una canción de la banda de rock estadounidense Boston, la cual está en su segundo álbum Don't Look Back y fue escrita por Tom Scholz.  Fue publicado como sencillo el 2 de agosto de 1978 y alcanzó el lugar 4° en la lista del Billboard Hot 100 el 8 de octubre del mismo año.

## Formación
- Brad Delp - voz
- Tom Scholz - guitarra
- Barry Goudreau - guitarra
- Fran Sheehan - bajo y percusiones
- Sib Hashian - batería y percusiones